# Factor de virulencia
Los factores de virulencia son moléculas producidas por un patógeno, que influye específicamente en las funciones del hospedante, para permitir al patógeno crecer; eso aumenta su efectividad y les permite lograr lo siguiente:
- colonización de un nido en el huésped (esto incluye el archivo adjunto a las células);[3]
- inmunoevasion, evasión de la respuesta inmune del huésped;[4]
- inmunosupresión, inhibición de la respuesta inmune del huésped;[5]
- entrada y salida de las células (si el patógeno es intracelular);[6]
- obtener nutrición del anfitrión.[7]

Los factores que se usan en los procesos vitales generales, como metabolismo o componentes celulares bacterianos, pueden ser vitales a la habilidad del patógeno a sobrevivir en el anfitrión, pero no son considerados "factores de virulencia" desde que han perdido funciones específicas por influencia directamente del hospedante.